# Сибирският бръснар
„Сибирският бръснар“ (на руски: „Сибирский цирюльник“) е филм на руския режисьор Никита Михалков.
С филма е открит най-престижният европейски кинофестивал в Кан на 12 май 1999 г. Заглавието е каламбур към комедията с главен герой Фигаро на Бомарше и последвалите я опери „Сватбата на Фигаро“ от Моцарт и „Севилският бръснар“ на Росини.

## Сюжет
Действието се развива в края на XIX век в Руската империя. Заражда се една невъзможна любов на фона на историческите събития, разтърсили страната в предреволюционния ѝ период.
Джейн е американска авантюристка и красива куртизанка и лобистка, пристигнала в Русия да подкрепя вманиачен и субсидиран от императорския двор машинен инженер, чиято фиксидея е реализацията на проект по създаването на уникална машина за сеч на сибирската гора. Тя се влюбва в Андрей, заточеник в Сибир, и ражда от него син (но той така или иначе никога не разбира за съществуването му), който като кадет от американската армия показва руски характер, не можейки да преглътне незнанието за Моцарт от старшината си (от началото до края на филма). В крайна сметка началството се вижда принудено да приеме (поради руското наследство и невиждано твърдоглавие на американския редник) съждението, че „все пак Моцарт е велик композитор“.

## Актьори и роли
В главните роли участват Олег Меншиков като юнкер (Андрей Толстой) и Джулия Ормънд (Джейн).
В ролята на император Александър III играе самият Никита Михалков. Дъщеря му Анна играе в ролята на Дуняша, съпруга на Андрей Толстой, която след несправедливото му осъждане - за участие в заговор срещу царя - го следва в Сибир, където го дарява с много деца.